# 百済語

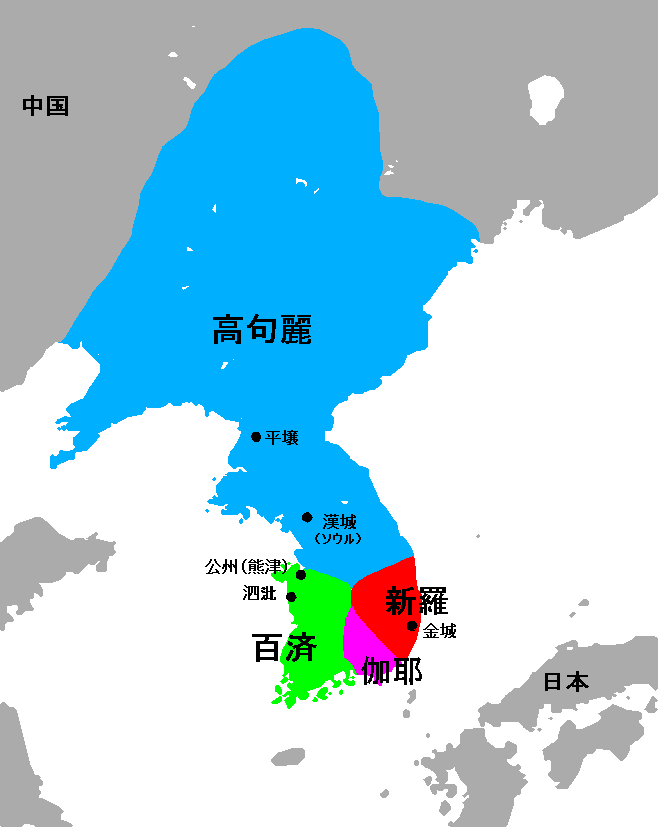

百済語（くだらご）は、朝鮮半島の百済（4世紀半ば - 660年）で話されていた言語である。百済の建国神話は、百済王族は扶余出自との伝承をもつ。そのため、百済王族は扶余系の言語を話していたとみられる（扶余系百済語）。一方、百済の民衆は三韓の言葉（韓系諸語）を話していたとみられる（韓系百済語）。

## 史料
百済の言語についてはじめて記した史書は『梁書』である。
今言語服章略與高麗同
つまり言語や服装などが高句麗とおおよそ同じだと記している。
犬飼隆は新羅の言語は音節が通常子音で終わる閉音節なのに対して、高句麗と百済そして倭では母音で終わる開音節だったと考えた。ただし、明確な証拠は無い。
『魏書』も『梁書』の記述を踏襲したが、『周書』は、百済王の姓は扶余で、自ら「於羅瑕」と称していたこと、一方民衆はこれを「鞬吉支」と呼んでおり、どちらも王の意味だということを特記している。李基文は、この呼称の違いは王族をはじめとする支配層と民衆を中心とする被支配層とで言語が異なる二重言語国家だったことを示すものであり、この二重言語状態は高句麗と同じ扶余系言語を話す人々が韓系の言語を話す馬韓の住民を征服したことによって生じたと推定した。この推定に基づけば、『周書』以前の史書が百済の言語を高句麗とほぼ同じと記したのは、支配層の言語である扶余系百済語の方に注目したためであるということになる。
「鞬吉支」は『日本書紀』では「コニキシ・コキシ」であらわれ、河野六郎が「kɐn kiči」を再建したように中期朝鮮語「khɨn kɨicʌ」に繋がる。「妃」は『日本書紀』では「ヲリケ・オリケ」であらわれるが、これらは「於陸」「於羅瑕」とともに後代の韓語に反照形をもたない。河野六郎は、百済が王族（扶余系言語）と民衆（韓系言語）の二重言語国家だったと指摘している。
しかし、たった一つの単語違いだし、「 鞬吉支」は百済の貴族出身も使った単語だった。百済王氏もくだらの「こにきし」だった。
『三国史記』は百済語について以下の情報を示す。
「城＝己」は、上代日本語に「キ＝城」として借用されたが、百済地域にのみにみられる語である。「赤」をああらわす「所比」は高句麗地名「沙伏・沙非」と音形上の類似を示しており、上代日本語の「ソホ＝赤土」「サビ＝錆」と比較されてきた。李基文は、は百済語の「所比＝赤」、高句麗語の「沙伏・沙非＝赤」を扶余系語彙と看做している。

## 扶余系言語との関連性
「臣と高句麗は扶余に源を出す」、すなわち百済と高句麗は同族だと考えられていたのである。一方、瀬間正行や伊藤英人は、漢城百済は、3世紀末から4世紀初頭に漢城地域を中心に成立しており、その建国神話を高句麗と扶余出自に求めているが、扶余建国神話の初出は『論衡』にあり、高句麗が扶余建国神話を取り入れたのも、「『扶余支配の正当性の根拠』を示すためであった可能性があり、百済が更にこれを取り入れた蓋然性は極めて高い」と指摘している。溝口睦子は、神話は政治的理由その他により借用・剽窃が可能である、と指摘している。河内春人は、「百済の『餘』姓は、扶余族出身を標榜していたことによる。扶余とは高句麗の北方に居住していた民族であり、高句麗の出自でもある。広開土王碑には高句麗の王権について『始祖の鄒牟王が建国した。その出自は北扶余である』と明記されている。これに対して、半島南部の馬韓の一国である伯済国から成長した百済の王は、本当に扶余族出身だったか疑わしい。しかし、これを高句麗との抗争を念頭に置くと事情が見えてくる。高句麗は紀元前からすでに建国していた。これに対して百済は四世紀半ばに成立した後発の国である。四世紀半ばに高句麗南下の圧力を受けながら国を形成した百済にとって、高句麗は乗り越えるべき壁であった。それゆえ高句麗との対立のなかで対等を意識し、出自を高句麗と同じにしたのである」と指摘している。百済は朝鮮半島南西部に位置し、地勢的に中国、高句麗、新羅、伽耶に囲まれている。故に百済で活動する人々の構成は多様である。『隋書』百済伝に「其人雑有新羅・高麗・倭等，亦有中国人。」とあり、百済における出自の多様性を示す記述としてよく知られている。百済は、濊、貊、韓だけでなく、中国人、倭人まで多様な種族が入り混じって暮らしていた多種族・多文化国家だったが、これは百済が多くの移住者の最終終着地だったことを意味する。百済は、馬韓を基盤に北方移住者を主とする人々を友好的に受け入れ、また、各方面の流民を大量吸収して発展した。3世紀頃の百済支配層の墓制が何だったのかは詳らかではないが、石村洞古墳群では大型土壙墓をはじめ、1号墳の南墓、第2号土壙墓、4号墳など土塚系墳墓が多く分布する点は注目され、馬韓の墳墓である京畿道、忠清道地域の土壙墓および周溝土壙墓と百済支配層の墓制との間に墳墓の共通要素がみられる。したがって、「臣と高句麗は扶余に源を出す」、すなわち、百済の出自を扶余に求める百済建国神話の方がむしろ不審である。百済は、馬韓50カ国余りの一つである伯済国が成長した国家であるが、漢江下流地域に位置する伯済国が領域を拡大し、4世紀後半に京畿道、黄海道、忠清道の大部分、そして江原道の一部を占める領域に発展したので、政治、経済、文化的基盤は馬韓にある。また、中国史料『梁書』『周書』『隋書』は、百済の言語・衣服・喪制などは高句麗と概して同じ、と記録されているが、その記録も百済の馬韓継承を否定しているわけではない。『隋書』『旧唐書』の高句麗と百済の風俗・刑法・衣服は概して同じ、という記録も当時の中国人の視点では高句麗と百済の文化が似ているようにみえていたことを示しているに過ぎず、6世紀中頃に製作された『梁職貢図』は、「百済は昔、東夷の馬韓に属していた国」という内容があるが、百済の使臣が南朝梁に奏上したことを書き写したものであるならば、6世紀頃の百済人の馬韓継承意識を確認できる。

## 百済王族語説
百済王族語集団はどこから来たのか。漢城百済は、3世紀末から4世紀初頭に漢城地域を中心に成立しており、その建国神話を高句麗と扶余出自に求めている。扶余建国神話の初出は『論衡』にあり、高句麗が扶余建国神話を取り入れたのも、瀬間正行が指摘するように、「扶余支配の正当性の根拠」を示すためであった可能性があり、百済が更にこれを取り入れた蓋然性は極めて高い。また、高句麗族は、以前は扶余族の末裔とされたが、近年は貊族の系統に属すといわれる。中国ではまた、殷と同系とする見方もある。中朝関係通史編写組編『中朝関係通史』（吉林人民出版社、1996年）は、「中国少数族高句麗（卒本夫余）」と記している。
『三国史記』百済本紀の分注に、朱蒙が卒本扶余に至った際に越郡の娘を得て二子をもうけたとする記事がある。
「二子」とは、温祚と沸流のことであり、井上秀雄は「越郡」について、「中国浙江省紹興地方か」と注記している。すなわち、浙江省紹興の娘が、遼寧省丹東市桓仁県に来て、朱蒙との間に、百済の始祖となる温祚と沸流を生む。拝根興および葛継勇は、西安出土の在唐百済人墓誌の釈文のなかで、亡命百済貴族に「楚国琅邪」を籍貫とする人物がいることを指摘している。山東半島から江南におよぶ中国沿海部と百済の関係から考えて、百済王族語は、中国沿海から東渡した集団の言語であり、山東から遼東を経て朝鮮半島に到達したと考えられる集団と同じ行跡を辿った集団との関連性が指摘される。
『広韻』には、百済王（扶余氏）は「中国呉の夫概から出た扶余氏」と記録されている。

## 単語
| 表記 | 中期朝鮮語    | 意味 |
| ---- | ------------- | ---- |
| 斯馬 | 셤〯 (sjə̌m)     | 島   |
| 古麻 | 곰〯 (kǒm)      | 熊   |
| 密   | 셓〯 (sə̀íh)     | 三つ |
| 難隱 | 닐굽〮 (nìrkúp) | 七つ |
| 德   | 엻〮 (jə̌rh)     | とお |